# Hrabě Olaf
Hrabě Olaf je hlavní záporná postava knižní série Řada nešťastných příhod. Ve všech knihách pronásleduje sirotky Baudelairovy za účelem zisku jejich dědictví.
Dá se poznat podle toho, že má srostlé obočí a na kotníku tetování ve tvaru oka (toto oko je znakem D.P., do kterého Olaf před rozkolem patřil). Tato poznávací znamení ale hrabě Olaf zakrývá svými převleky. 

## Životopis
Hrabě Olaf byl členem D.P., ale při rozkolu se přidal na stranu "těch, kteří požáry zakládají". Je také sirotek, ačkoli okolnosti smrti jeho rodičů nejsou jednoznačně určeny, prý s jejich smrtí mají něco společného otrávené šipky, rodiče Baudelairovi a opera La forza del destino (=Síla osudu). 
V knize Zlý začátek byl hrabě Olaf poručníkem sirotků Baudelairových. Choval se k nim hrozně a nechával je dělat veškeré domácí práce. Nakonec nutil Violet Baudelairovou, aby s ním uzavřela sňatek (za účelem získání jejích peněz) pod pohrůžkou, že nechá Sunny spadnout z věže. Celý jeho plán byl překažen a sourozencům Baudelairovým byl přidělen jiný poručník. 
V knize Temné terárium se převlekl za Stephana, asistenta nového opatrovníka sourozenců, strýčka Montyho. Otrávil strýčka Montyho hadím jedem a svaloval to na uštknutí hadem. Pak plánoval se sirotky odplout do Peru, kde by se jich mohl lépe zbavit. Violet Baudelairová v jeho kufru objevila důkazy, které hraběte Olafa usvědčily z vraždy. Hrabě Olaf s jeho kumpánem ale v poslední chvíli uprchli. 
V knize Široké okno byl hrabě Olaf převlečen za kapitána Shama. Donutil Josephine Anwhisleovou, tetu a poručnici sirotků Baudelairových, aby sepsala dopis na rozloučenou (ve kterém bude chtít předat děti hraběti Olafovi) a spáchala sebevraždu. Teta Josephine ale uprchla a místo svého úkrytu zašifrovala do svého dopisu na rozloučenou. Sourozenci Baudelairovi místo úkrytu rozluštili a odpluli odsud se svou tetou na jachtě ukradené od kapitána Shama. Zaútočily na ně ale pijavice za Slzavého jezera. Hrabě Olaf sourozence Baudelerovy zachránil pro své nekalé účely, ale tetu Josephine nechal napospas pijavicím. 
V knize Ohavná pila kumpánka hraběte Olafa doktorka Georgina Orwellová zhypnotizovala Klause a ten proto málem zabil kotoučem pily Charlese, což byl společník majitele pily. Doktorka Orwellová ovšem nakonec udělala jeden krok dozadu a ocitla se přímo v dráze kotouče pily. Hrabě Olaf se poté pokoušel zajistit, aby byly sirotci Baudelairovi předáni do jeho opatrovnictví. 
V pátém díle Strohá akademie hrabě Olaf převlečený za trenéra Čingize nutí sirotky běhat Běžecké otužovací lekce (B. O. L.), aby neměli čas na učení a byli ze školy vyloučeni. Jeho plán se ale nevydařil a hrabě Olaf unesl pouze dvě z trojčat Quagmireových. 
V díle nazvaném Nouzový výtah v převlečení za majitele aukční síně Günthera společně s Esmé Squalorovou shodí sirotky Baudelairovy do výtahové šachty, ve které je síť. Pokusí se prodat dvě z trojčat Quagmireových ukryté v soše ryby muži s háky na rukou. Sourozenci Baudelairovi uniknou, ovšem sirotky Quagmireovy odveze hrabě Olaf. 
V knize nazvané Zpustlá vesnice hrabě Olaf zavraždí Jacquesa Snicketa, který má také na kotníku oko a vesničané si myslí, že je to hrabě Olaf. Poté v převlečení za detektiva Dupina svalí vinu na sirotky Baudelairovy. Sourozenci uniknou z vězení a cestou zachrání i sirotky Quagmireovy, kteří byli ukryti v kašně. Quagmireovi uprchnou na Hectorově nezávislém horkovzdušném balónovém obydlí a Baudelairovi přes planinu okolo Dědiny Ptactva. 
V osmém díle Zákeřná nemocnice chtěl hrabě Olaf najít v Heimlichově nemocnici Snicketovu složku, aby mohl zničit důkazy o svých zločinech. Kumpáni hraběte Olafa se na jeho nařízení pokusili provést kranioektomii (odstranění hlavy). Pacientkou měla být Violet. Po neúspěchu hrabě Olaf nemocnici zapálil, ale sirotci Baudelairovi stihli utéct v kufru jeho auta. 
V deváté knize Masožravý lunapark Baudelairovi zjistí, jak je hrabě Olaf vždy dokázal najít. Využíval totiž madam Lulu, falešnou věštkyni, která se místo do křišťálové koule dívala do svého archivu novinových výstřižků. Hrabě Olaf zviditelní její lunapark uvedením představení, ve kterém lvi žerou zrůdy z Domu zrůd. V prvním představení při zmatku spadne do jámy se lvy madam Lulu a plešatý chlap s dlouhým nosem (Olafův komplic). Hrabě Olaf lunapark vypálí a zrůdy (mezi nimi i převlečené sirotky Baudelairovy) vezme s sebou. Violet a Klause, kteří jsou taženi za nimi v maringotce pustí dolů z příkrého srázu. 
V díle nazvaném Ledová stěna hrabě Olaf u sebe drží Sunny, protože na získání dědictví mu stačí jeden sirotek. Sunny Baudelairová od něj zaslechne, kde je poslední bezpečné místo D.P. Muž s vousy ale bez vlasů a Žena s vlasy ale bez vousů mu donesou Snicketovu složku a pokusí se s ním provést plán na nábor nových členů. Violet a Klaus Baudelairovi, kterým se podařilo zastavit maringotku řítící se s nimi ze srázu, si Sunny proti Olafově vůli vezmou a utečou. 
V díle Ponurá sluj zajal sirotky Baudelairovy a Fionu na ponorce nazvané Carmelita (Carmelita Spatsová totiž hraběte Olafa donutila nazvat ponorku jejím jménem). Hrabě Olaf a jeho přítelkyně Esmé se v tomto díle často smějí odporným "ďábelským" smíchem. Fiona zjistí, že muž s háky na rukou je její bratr a nechá sirotky z ponorky Carmelita utéct na ponorce Kvíkveg. 
V knize Předposlední utkání plánoval spolu se svou přítelkyní Esmé Squalorovou jistý koktejlový večírek, jehož účastníky by pravděpodobně okradli. Sirotci Baudelairovi však byli s ním předvoláni k soudu (hlavní soudci byli Muž s vousy ale bez vlasů a Žena s vlasy ale bez vousů), kde se rozešel s Esmé Squalorovou. Hrabě Olaf odtud uprchl a na radu Sunny zapálil hotel (nejprve ho ale chtěl zamořit medúzovitým myceliem, to ale nestihl). Utekl spolu se sourozenci Baudelairovými na člunu. 
V poslední knize nazvané Konec ztroskotal s Baudelairovými na ostrově. Zdejší obyvatelé ho mezi sebe nepřijali, později ho zavřeli do klece. Odtud utekl, byl střelen, čímž se rozstřelila přilba s medúzovitým myceliem (které používal do převleku za těhotnou ženu), které nakazilo všechny na ostrově. Od sirotků Baudelairových získal protijed a spolu s nimi šel pomoci Kit Snicketové při porodu (ukázalo se, že ji hrabě Olaf miloval). Poté ovšem zemřel na následky postřelení harpunou. Hrob má na tomto ostrově. 

## Divadlo hraběte Olafa
Hrabě Olaf je herec a pod pseudonymem Al Funcoot (přesmyčka z Count Olaf) píše hrozné hry, v nichž se vychvaluje. V jedné z jeho her s názvem Úžasná Svatba nutil hrát Violet Baudelairovou, aby sňatkovým podvodem získal její dědictví. Herci hrající v jeho divadle jsou většinou jeho spolupracovníci. Sem patří Muž s háky na rukou, Plešatý chlap s dlouhým nosem, Podivný tvor, u něhož se nedá určit pohlaví a Dvě ženské s neustále napudrovanými obličeji. 